# Roca del Frare

La Roca del Frare és un escull situat al passeig del Mar de l'Escala (Alt Empordà).

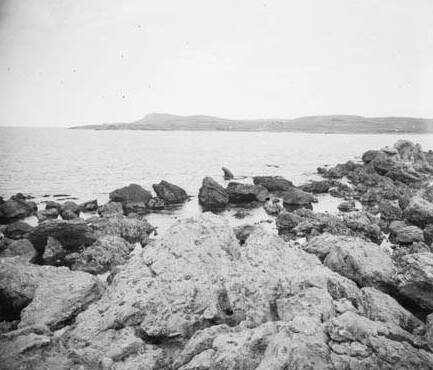
La Roca del Frare a l'emplaçament original (1913)

 La roca es trobava a primera línia de mar, on l'embat de les ones i el vent l'havien anat esculpint, i la seva forma recordava un monjo resant. El 1982 un temporal la va arrencar. El 1985 l'Ajuntament de l'Escala va fer un intent fallit de restituir-la al lloc, i després la va desar en un magatzem. El 2009 la va col·locar al passeig marítim, sobre una base.
Una placa a la base reprodueix un fragment del poema 'La Roca del Frare, Déu et guardi Eternitat!' de Josep Sureda i Paradís (1950):
| «                        | Enmig de lloses guarnides de llerons i patallides presentalles del rompeny et veiem "Roca del Frare" la noble testa humiliada als altars del sol ixent. | » |
| — Josep Sureda i Paradís | |   |